# Дорлиак, Нина Львовна
Ни́на Льво́вна Дорлиа́к (24 июня (7 июля) 1908, Санкт-Петербург — 17 мая 1998, Москва) —
российская советская камерная и оперная певица (сопрано), педагог, Народная артистка СССР (1990). Дочь финансиста, работавшего личным секретарём у В. Н. Коковцова.

## Биография
Нина Дорлиак родилась в Санкт-Петербурге, в семье с французскими, английскими и немецкими корнями.
В детстве училась в немецкой гимназии св. Петра (Петришуле) в Петрограде. Первоначальное музыкальное образование получила у своей матери К. Н. Дорлиак. В 1932 году окончила Московскую консерваторию по классу К. Н. Дорлиак. В 1935 году окончила аспирантуру консерватории также под руководством матери.
В 1933—1935 годах пела в оперной студии Московской консерватории партии Мими («Богема» Дж. Пуччини), Сюзанны и Керубино («Свадьба Фигаро» В. Моцарта).
С 1935 года выступала в концертах, в том числе в ансамбле с С. Т. Рихтером (с 1943), который впоследствии стал её мужем. В 1930—1940-е годы с певицей выступали пианисты-солисты К. Н. Игумнов, А. Б. Гольденвейзер, М. В. Юдина, М. И. Гринберг. Не раз пела в концертах органиста А. Ф. Гедике. В концертный репертуар входили романсы и забытые оперные арии русских и западноевропейских композиторов, вокальная лирика советских авторов (часто была первой исполнительницей). Впервые исполнила ряд камерных произведений С. С. Прокофьева и Д. Д. Шостаковича (вокальный цикл «Из еврейской народной поэзии» (1948—1955)).
С 1935 года вела педагогическую работу в Московской консерватории (с 1947 года — профессор). Среди её учеников — Т. Ф. Тугаринова, Г. А. Писаренко, А. Е. Ильина, А. Ф. Гай, В. И. Зарубин, Е. П. Брылёва, Р. Г. Кадиров (Брагар), Э. С. Курмангалиев, А. А. Науменко, Н. И. Бурнашёва, М. А. Суханкина, Я. Иванилова, Е. Кичигина, О. Усов, А. Соболева, Т. Черкасова, А. Аблабердыева и другие известные певцы.
Гастролировала по восточному блоку: Чехословакия, Китай, Венгрия, Болгария, Румыния. В 1961 году оставила сцену.
Квартиру Рихтеров в Москве на Большой Бронной улице в доме 2/6 певица завещала Государственному музею изобразительных искусств имени Пушкина.
Скончалась 17 мая 1998 года в Москве, пережив мужа на год. Похоронена на Новодевичьем кладбище рядом с матерью и братом.

## Семья
Отец — Лев Фабианович Дорлиак (1875—1914), финансист, на протяжении долгих лет был личным секретарём министра финансов В. Н. Коковцова.
Мать — Ксения Николаевна Дорлиак (урожд. Фелейзен) (1881/1882—1945), фрейлина двора Марии Фёдоровны, впоследствии советская оперная артистка (меццо-сопрано), вокальный педагог и музыкальный общественный деятель. После смерти мужа оставила сцену, но с 1920 года возобновила выступления. Доктор искусствоведения (1941). Заслуженный деятель искусств РСФСР (1944). Похоронена в Москве на Новодевичьем кладбище рядом с дочерью и сыном.
Брат — Дмитрий Львович Дорлиак (1912—1938), актёр. Похоронен в Москве на Новодевичьем кладбище рядом с матерью и сестрой.
Племянник — Дмитрий Дмитриевич Дорлиак (1937—2018), актёр. После смерти отца с годовалого возраста воспитывался в семье Нины Львовны и Святослава Теофиловича. Последние годы жил и умер во Франции.
Муж — Святослав Теофилович Рихтер (1915—1997), пианист. Народный артист СССР (1961), Герой Социалистического Труда (1975), лауреат Ленинской премии (1961), Государственной премии СССР (1950), Государственной премии РСФСР им. М. И. Глинки (1987), Государственной премии РФ (1996). Муж Н. Дорлиак с 1945 г. по 1997 г. Умер в Москве. Похоронен на Новодевичьем кладбище.

## Награды и звания
- Заслуженная артистка РСФСР (28.12.1946)[3]
- Народный артист РСФСР (14.03.1979)
- Народный артист СССР (02.07.1990)
- Орден Трудового Красного Знамени (14.10.1966)

## Память
- В январе 1999 года в Москве на Большой Бронной улице в доме 2/6 состоялось открытие Мемориальной квартиры Святослава Рихтера — отдела Государственного музея изобразительных искусств имени Пушкина, где есть рабочий кабинет Нины Львовны Дорлиак[4].